# 大沢尚親
大沢 尚親（おおさわ なおちか、1624年 - 1681年6月5日）は、江戸時代前期の旗本。

## 略歴
寛永元年（1624年）、高家旗本で遠州堀江領2500石の領主である大沢基重の次男として誕生した。
3代将軍・徳川家光に小姓として仕え、子で4代将軍・徳川家綱の代には中奥に仕えた。
延宝9年（1681年）4月19日、死去。享年58。

## 系譜
- 父：大沢基重
- 母：近藤季用の娘
- 正室：松平忠明娘
- 継室：津田某の娘
  - 長男：大沢基明
- 生母不明の子女
  - 次男：山名豊有
  - 女子：多賀常之室
  - 女子：内藤信常室
  - 女子：小田切直年室
  - 女子：多賀常之養女（野々山兼明室）